# Hrabstwo Mitchell (Kansas)

Piramida wieku hrabstwa

Hrabstwo Mitchell – hrabstwo położone w USA w stanie Kansas z siedzibą w mieście Beloit. Założone 26 lutego 1867 roku.

## Miasta
- Asherville (CDP)
- Beloit
- Cawker City
- Glen Elder
- Tipton
- Simpson
- Hunter
- Scottsville

## Sąsiednie Hrabstwa
- Hrabstwo Jewell
- Hrabstwo Cloud
- Hrabstwo Ottawa
- Hrabstwo Lincoln
- Hrabstwo Osborne